# Liste der Kulturdenkmale in Nusse
In der Liste der Kulturdenkmale in Nusse sind alle Kulturdenkmale der schleswig-holsteinischen Gemeinde Nusse (Kreis Herzogtum Lauenburg) aufgelistet (Stand: 10. März 2025).

## Legende
In den Spalten befinden sich folgende Informationen:
- Objekt-ID: die Nummer des Kulturdenkmales
- Lage: die Adresse des Kulturdenkmales und die geographischen Koordinaten. Kartenansicht, um Koordinaten zu setzen. In der Kartenansicht sind Kulturdenkmale ohne Koordinaten mit einem roten Marker dargestellt und können in der Karte gesetzt werden. Kulturdenkmale ohne Bild sind mit einem blauen Marker gekennzeichnet, Kulturdenkmale mit Bild mit einem grünen Marker.
- Offizielle Bezeichnung: Bezeichnung des Kulturdenkmales
- Beschreibung: die Beschreibung des Kulturdenkmales
- Bild: ein Bild des Kulturdenkmales

## Sachgesamtheiten
| Objekt-ID      | Lage                                                              | Offizielle Bezeichnung | Beschreibung | Bild                             |
| -------------- | ----------------------------------------------------------------- | ---------------------- | --- | -------------------------------- |
| 40580 Wikidata | Kirchstraße (53° 39′ 31″ N, 10° 34′ 34″ O)                        | Kirche Nusse           | Aktualisierung vorgesehen - Begründung: geschichtlich, künstlerisch, städtebaulich, Kulturlandschaft prägend - Schutzumfang: Kirche mit Ausstattung, Kirchhof, Grabmale bis 1870, Granitböschungsmauer, Lindenkranz, Ehrenmal                                                                                 | weitere Fotos \| Fotos hochladen |
| 32915 Wikidata | Kirchstraße 6b, 8, Lindenweg 3, 3a (53° 39′ 29″ N, 10° 34′ 29″ O) | Pfarrhof Nusse         | Aktualisierung vorgesehen - Begründung: geschichtlich, städtebaulich, Kulturlandschaft prägend - Schutzumfang: Pastorat, Pastoratsgarten, Kastanienhecke, WeißbuchenLaubengang (Kirchstraße 8); ehem. Küster- und Schulhaus (Kirchstraße 6 b), Pfarrscheune (Lindenweg 3), Predigerwitwenhaus (Lindenweg 3 a) | BW                               |

## Bauliche Anlagen
| Objekt-ID      | Lage                                           | Offizielle Bezeichnung      | Beschreibung | Bild            |
| -------------- | ---------------------------------------------- | --------------------------- | --- | --------------- |
| 2058           | Hauptstraße 1 a (53° 39′ 29″ N, 10° 34′ 38″ O) | Fachhallenkate              | Fachhallenkate; 1823; Zweiständer-Fachwerkbau mit reetgedecktem Halbwalmdach, Raum- und Ständerstruktur im Innern weitgehend erhalten - Begründung: geschichtlich, Kulturlandschaft prägend - Schutzumfang: gesamtes Objekt - Denkmaltyp: Bauliche Anlage | BW              |
| 6909 Wikidata  | Kirchstraße 6b (53° 39′ 31″ N, 10° 34′ 29″ O)  | Ehem. Küster- und Schulhaus | Alteintragung (Aktualisierung vorgesehen) - Begründung: geschichtlich, städtebaulich - Schutzumfang: Alteintragung (Aktualisierung vorgesehen) - Denkmaltyp: Bauliche Anlage, Sachgesamtheit: Pfarrhof Nusse | Fotos hochladen |
| 6906 Wikidata  | Kirchstraße 8 (53° 39′ 30″ N, 10° 34′ 28″ O)   | Pastorat                    | Alteintragung (Aktualisierung vorgesehen) - Begründung: geschichtlich, städtebaulich - Schutzumfang: Alteintragung (Aktualisierung vorgesehen) - Denkmaltyp: Bauliche Anlage, Sachgesamtheit: Pfarrhof Nusse | Fotos hochladen |
| 13862 Wikidata | Kirchstraße 16 (53° 39′ 31″ N, 10° 34′ 23″ O)  | Alte Apotheke               | Alte Apotheke; um 1868; in Gartengrundstück frei stehender, zweigeschossiger Backsteinbau mit Satteldach, schlichte dreiachsige Gliederung mit Mitteleingang, frühklassizistische Haustür mit Oberlicht, scheitrechte Stürze. Nebengebäude Backstein 19. Jh. - Begründung: geschichtlich, wissenschaftlich, Kulturlandschaft prägend - Schutzumfang: Alte Apotheke, Nebengebäude - Denkmaltyp: Bauliche Anlage | BW              |
| 3496           | Kirchstraße (53° 39′ 31″ N, 10° 34′ 33″ O)     | Kirche mit Ausstattung      | Alteintragung (Aktualisierung vorgesehen) - Begründung: geschichtlich, künstlerisch, städtebaulich - Schutzumfang: gesamtes Objekt - Denkmaltyp: Bauliche Anlage, Sachgesamtheit: Kirche Nusse | Fotos hochladen |
| 26532 Wikidata | Kirchstraße (53° 39′ 33″ N, 10° 34′ 39″ O)     | Ehrenmal                    | Alteintragung (Aktualisierung vorgesehen) - Begründung: geschichtlich - Schutzumfang: Alteintragung (Aktualisierung vorgesehen) - Denkmaltyp: Bauliche Anlage, Sachgesamtheit: Kirche Nusse | BW              |
| 6907 Wikidata  | Lindenweg 3 (53° 39′ 29″ N, 10° 34′ 28″ O)     | Pfarrscheune                | Alteintragung (Aktualisierung vorgesehen) - Begründung: geschichtlich, städtebaulich - Schutzumfang: Alteintragung (Aktualisierung vorgesehen) - Denkmaltyp: Bauliche Anlage, Sachgesamtheit: Pfarrhof Nusse | BW              |
| 6908 Wikidata  | Lindenweg 3a (53° 39′ 29″ N, 10° 34′ 29″ O)    | Predigerwitwenhaus          | Alteintragung (Aktualisierung vorgesehen) - Begründung: geschichtlich, städtebaulich - Schutzumfang: Alteintragung (Aktualisierung vorgesehen) - Denkmaltyp: Bauliche Anlage, Sachgesamtheit: Pfarrhof Nusse | BW              |

## Gründenkmale
| Objekt-ID      | Lage                                         | Offizielle Bezeichnung | Beschreibung | Bild            |
| -------------- | -------------------------------------------- | ---------------------- | --- | --------------- |
| 11325 Wikidata | Kirchstraße (53° 39′ 31″ N, 10° 34′ 35″ O)   | Kirchhof               | Alteintragung (Aktualisierung vorgesehen) - Begründung: geschichtlich, Kulturlandschaft prägend - Schutzumfang: Kirchhof, Grabmale bis 1870, Granitböschungsmauer, Lindenkranz - Denkmaltyp: Gründenkmal, Sachgesamtheit: Kirche Nusse | Fotos hochladen |
| 11328 Wikidata | Kirchstraße 8 (53° 39′ 29″ N, 10° 34′ 28″ O) | Pastoratsgarten        | Alteintragung (Aktualisierung vorgesehen) - Begründung: geschichtlich, Kulturlandschaft prägend - Schutzumfang: Pastoratsgarten, Kastanienhecke, Weißbuchen-Laubengang - Denkmaltyp: Gründenkmal, Sachgesamtheit: Pfarrhof Nusse       | BW              |

## Quelle
- Liste der Kulturdenkmale in Schleswig-Holstein – Herzogtum Lauenburg (PDF)

- Karte mit allen Koordinaten:
- OSM |
- WikiMap